# Кралево (Хасковская область)
Кралево (болг. Кралево) — село в Болгарии. Находится в Хасковской области, входит в общину Стамболово. Население составляет 177 человек.